# 蒼井空
苍井空（日语：蒼井 そら，1981年4月26日—），日本AV女优及AV界代表人物（2002年 -2011年），現為电视演员。曾為日本女子團體惠比壽麝香葡萄初代成員。

## 生平

### 日本出道
2002年，苍井空透过试镜成为了寫真女星，同年7月以「苍井空」的艺名为AV《Happy Go Lucky!》试镜，进入Alice Japan公司开始其AV生涯。事实上，苍井空小时候的志愿是成为褓姆（保育士），因此在高中毕业后，入读短期大学修读褓姆課程，取得资格。然而，由于成为AV女郎，使她无缘在褓姆的職業上发展。
因为其萝莉面貌及90厘米的胸围而赢得「童颜巨乳」的外号，获得极大的迴响与超高人气，并连续在2003年及2004年蝉连日本《VideoBoy》杂志年度AV女优第一名，在东亚甚至欧美都有知名度。因为其可跟一般明星媲美的知名度，她从2003年起开始参加一般电视戏剧及综艺节目中演出，2004年11月移籍到S1，之后，一直都成为S1的人气女优。2005年末在MOODYZ年末大感谢祭开拍时，更赢得了S1的「最优秀女优赏」。
在AV女優時期，事務所宣稱她的生日是1983年11月11日。然而蒼井空在卸下AV女優的身分後，在2021年6月，蒼井空在自己的Youtube頻道的影片中展示自己的駕照。駕照中清楚可見蒼井空的生日其實是1981年（昭和56年）4月26日，而她真實的出身地其實是神奈川縣而不是東京都。駕照上也顯示本名為「純子」，但姓氏遮蓋起來。蒼井空指偽造生日在AV界十分普遍。

### 中國市場發展
2010年涉獵中國娛樂圈。2010年4月11日，她和红音萤等AV女优在微博和Twitter的帐号被中国网民发现，随后被《东莞时报》报道并被其他媒体广泛转载，大批网民突破中国大陆官方的防火长城的封锁，登录Twitter追随她的帐号。由于苍井空在Twitter上号召日本民众为2010年玉树地震捐款，并在自己的博客发起募捐活动，通过卖自己的写真电脑壁纸来筹善款。而被中国网友盛赞“德艺双馨”。 2010年6月17日，苍井空抵达上海并出席久游勇士发布会，与中国网络红人凤姐一同为线上游戏站台。
2010年11月11日苍井空选择在自己生日当天开设新浪微博，在短短50分钟内引发3万博友围观，开博6小时影迷数量轻鬆超过她Twitter几个月来的影迷人数总和共12.9万，在几天之内影迷数量立即飙升超过40万。至2019年已超过1900万。2011年，杨澜的丈夫、阳光红岩投资集团創始人吳征代表旗下的七星环球娱乐集团在北京与K-1搏击联盟品牌建立合营公司，邀請到苍井空作為嘉賓出席，同時出席的還有劉嘉玲、黃奕以及宋祖英。在最後合影的一張照片中，杨澜、宋祖英、蒼井空三人並排站立，在網路上引发大量议论與爭議。苍井空在中国大陆的受欢迎，还使得中国电影电视监管部门在2012年4月公布有关“低俗”内容的新限制措施时特别指出，禁止苍井空上内地电视节目。她在中国之所以如此广受喜爱甚至爱戴，也得益于中国对她的封杀。2012年3月28日，苍井空在北京参加由自己担任主角的微电影《第二梦》新闻发布会。饰演旧上海名媛，并献唱同名主题曲。
由於在中國享有極高人氣，2016年11月16日上海舉行基層人民代表選舉時，有不少選民在「另選他人姓名」一欄，將票投給蒼井空，據報導她獲得約6%選票。

### 釣魚島、「活捉蒼老師」、「苍井空是世界的」

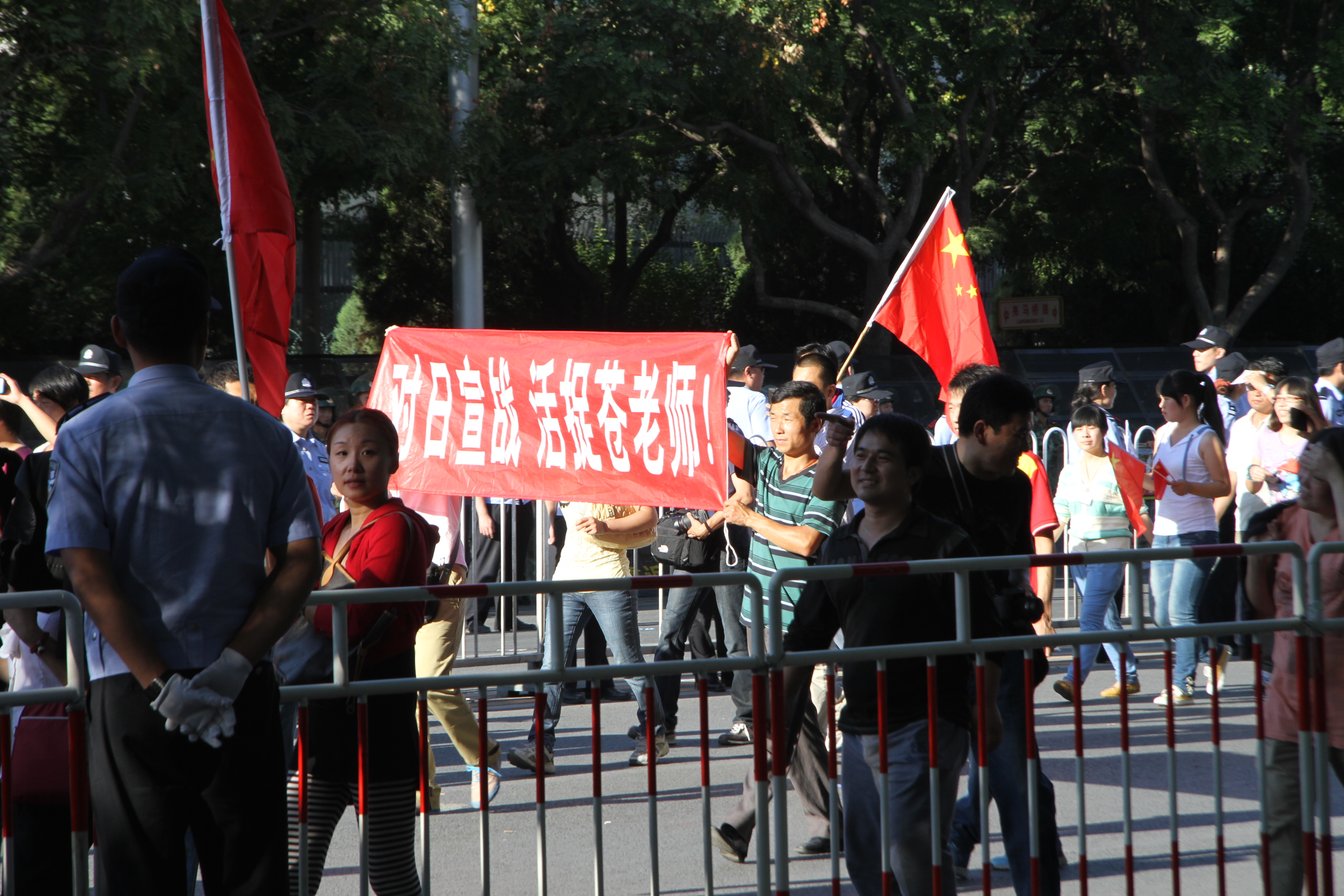
“对日宣战, 活捉苍老师”标语。“苍老师”指苍井空.

2012年因为钓鱼台国有化引发2012年中國反日暴動，有中國大媽高舉標語“抵制日货，从此不看苍井空”，一些暴徒以「钓鱼岛的事情弄的老子心情不好」藉口隨意砸車、暴打路人。苍井空的中國支持者為了劃清界線，張貼標語「钓鱼岛是中国的，苍井空是世界的」，這標語在中國極流行且知名，於2012年亚足联冠军联赛廣州恒大賽場、路邊商店、2012年中國反日暴動游行隊伍上均有出現，並引起《锵锵三人行》等清談節目討論。
2012年的反日示威還有另一著名標語“对日宣战，活捉苍老师”。2016年虎牙直播製作真人秀節目，劇情是「岛国女星遭遇活捉，苍老师仓惶落逃」。騰訊評論指長崎事件裡北洋水兵在日本嫖娼鬥毆，算是清朝版本的「活捉蒼老師，暴打小日本」。

### AV以外事業

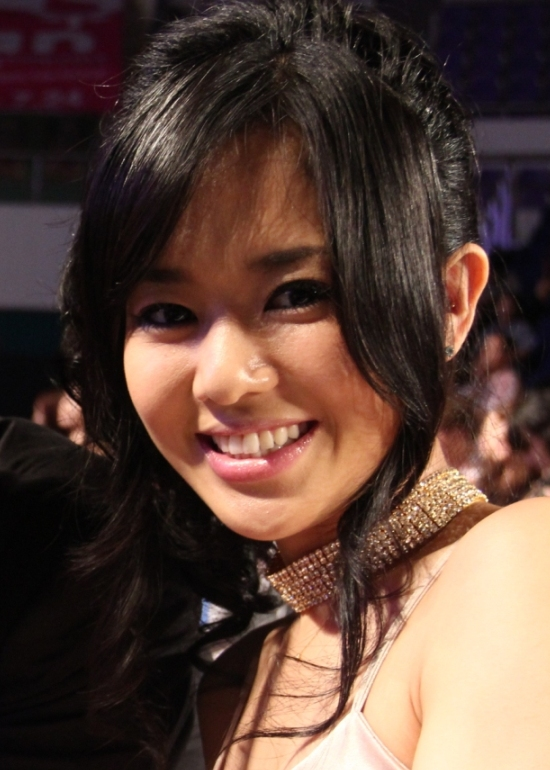
蒼井空出席富川國際幻想電影節

挟夹着其在AV界的高人气，苍井空转而往电视及电台发展。2003年首次在电视剧《特命係長・只野仁》客串演出。2005年10月，在电视剧《孃王》更担当主要角色之一。之后主要都在综合节目内亮相。由于苍井空的男影迷不断增加，她在2005年成为了当年日本互联网搜寻排名的女性搜寻对象的第2名。2007年11月，苍井空再度出演电视剧，在《神探伽利略》客串演出。直到2009年，苍井空依然除了以艺人及演员的身份亮相外，仍然保留其在AV的活动，不过外间一直都有她要退出AV界的传言。2017年1月18日，在推特回覆網友，表明「不再具有AV女優的身分了」。實際上蒼井空自2011年7月後，已沒有新作品推出，6年來實質已經引退。。
2018年1月1日，苍井空宣布结婚，配偶為在東京擔任DJ的NON。她在同年12月宣布已經懷孕。她擔憂孩子未來可能會因為母親身為AV女優而遭受霸凌。2019年5月1日，剖腹誕下兩名兒子。

## 影视作品[33]

### 电视
- （2003年、朝日电视台）
- （2004年、朝日电视台）
- （2004年、富士电视台）
- 孃王(2005年，东京电视台)
- 下北阳光灿烂的日子(2006年，东京电视台)
- 《快感职人》（2006年、朝日电视台）
- 《北阿尔卑斯山岳救助队・紫门一鬼9》（2007年、东京电视台）
- 神探伽利略（2007年、富士电视台）篠崎怜子 役（在自家游泳池中发生心脏麻痹而死的女大学生）
- 嬢王 Virgin（2009年10月30日 - 2009年12月18日、テレビ東京）　二階堂亜莉沙役　（*嬢王と同じ役）
- 嬢王3〜Special Edition〜（2010年12月17日、テレビ東京）　二階堂亞莉沙役　（*嬢王と同じ役）
- 業界LOVE STORY~だからテレビはおもしろい~（2011年5月4日、東海テレビ）

### 电影
- 蒼井空のつむぎ　SORA AOI IS TSUMUGI (2004年)
- 援助交际扑灭运动 地狱変(2005年)
- 令人讨厌的松子的一生(片首高中女造型)(2006年)
- 色欲迷牆(2007年)
- 泰国电影荷尔蒙(Hormones)《台译 : 爱我一下．夏》(2008年)
- 蒼空（日语：蒼空） (2008) 爱情电影
- 恋之欲室
- 巨乳娘战僵尸（2010年） （页面存档备份，存于）
- 复仇者之死(2010年)
- 邪恶护士2(2011年)
- 在线爱(2011年)
- 由菱開始 (2018年)

### MV
- Magic Power－时间倒转
- 麦浚龙－超生培欲
- 惠比壽麝香葡萄- 香蕉 芒果 high school
- AZU－Broken Heart
- 誰在愛裡下了毒- 為答謝中國影迷而特別錄製的中文MV。
- 黃明志 - 別人的老婆 （页面存档备份，存于）

### 成人影片
2002年
- Happy Go Lucky! （2002年7月30日、アリ,スJAPAN）
- あおぞら Let's Go Blue In The Sky! （2002年8月23日、サマンサ）
- Virgin Sky （2002年9月24日、サマンサ）
- cosmic girl （2002年10月29日、アリスJAPAN）
- facial （2002年11月29日、サマンサ）
- 50/50 （2002年12月27日、アリスJAPAN）

2003年
- SOLA-GRAPH （2003年1月31日、サマンサ）
- ネッチョリ癒されたい （2003年2月28日、アリスJAPAN）
- 不法侵乳 14 （2003年3月25日、サマンサ）
- そらちゃんの夏休み(2003年4月18日、サマンサ）
- 色情果実 したがりアイド儿の湿耻帯 （2003年4月25日、アリスJAPAN）
- 妹の秘密 （2003年5月30日、サマンサ）
- 女尻 （2003年6月20日、アリスJAPAN）
- スプラッシュ びしょ儒れマーメイド （2003年7月25日、サマンサ）
- 逆ソープ天国 （2003年8月22日、バビロン）
- ようこそMax Cafeへ! （2003年9月30日、サマンサ）
- 制服人形 コスプレドー儿 （2003年10月24日、アリスJAPAN）
- 苍井そら 秘藏痴态集 （2003年10月24日、アリスJAPAN）
- 口内感染 （2003年11月28日、サマンサ）
- 猥亵モデ儿 （2003年12月26日、アリスJAPAN）

2004年
- 监禁ボディドー儿 猥亵迷宫 （2004年1月30日、サマンサ）
- 里・スイカップ （2004年2月20日、アリスJAPAN）
- Self Produce （2004年3月30日、サマンサ）
- 隣りの女子大生 恶魔の肉调教 （2004年4月30日、アリスJAPAN）
- TABOO （2004年5月28日、サマンサ）
- 挑発エロティック （2004年6月25日、アリスJAPAN）
- Lollipop （2004年7月30日、サマンサ）
- 风俗で苍井そら之したいっ! （2004年8月20日、バビロン）
- 魔女の栖み家 IV （2004年9月28日、サマンサ）
- フェティッシュそら （2004年10月22日、アリスJAPAN）
- セ儿初 ギリギリモザイク （2004年11月11日、S1 NO.1 STYLE）
- BEST OF SKY （2004年11月30日、サマンサ）
- 女教师×女子校生 淫乱痴女の女教师之カワイイ癒しの女子校生 （2004年12月11日、S1 NO.1 STYLE）

2005年
- 淫语 エロい女の淫语あそび （2005年1月11日、S1 NO.1 STYLE）
- ギリモザ 僕だけの苍井そら （2005年2月11日、S1 NO.1 STYLE）
- ギリモザ 接吻スペシャ儿 （2005年3月11日、S1 NO.1 STYLE）
- ギリギリモザイク そらはアナタのいいなり玩具 （2005年4月11日、S1 NO.1 STYLE）
- ギリギリモザイク そらのネットリ浓厚セックス （2005年5月19日、S1 NO.1 STYLE）
- ギリギリモザイク おっぱいスペシャ儿 （2005年6月19日、S1 NO.1 STYLE）
- ギリギリモザイク そらがいっぱい癒してあげる （2005年7月19日、S1 NO.1 STYLE）
- ギリギリモザイク はげましセックス （2005年8月19日、S1 NO.1 STYLE）
- ギリギリモザイク そらのセックスじっくり见せてあげよっか♥ （2005年9月19日、S1 NO.1 STYLE）
- ギリギリモザイク コスプレでい～っぱいHしよっ! （2005年10月19日、S1 NO.1 STYLE）
- ギリギリモザイク エッチな隣人♥苍井そら （2005年11月19日、S1 NO.1 STYLE）
- ギリギリモザイク 妄想的特殊浴场 本指名 苍井そら （2005年12月19日、S1 NO.1 STYLE）

2006年
- ギリギリモザイク そら之の共同生活は24时间セックスざんまい! （2006年1月19日、S1 NO.1 STYLE）
- ギリギリモザイク 新米ナースそらのパコパコ看护 （2006年2月19日、S1 NO.1 STYLE）
- ギリギリモザイク 激パイズリ 2 （2006年4月19日、S1 NO.1 STYLE）
- ギリギリモザイク そらは隣の若奥様 （2006年5月19日、S1 NO.1 STYLE）
- 増刊DVD 苍井そら （2006年6月13日、コンセント）
- 苍井そら×ギリギリモザイク 苍井そらCOLLECTION 1 （2006年7月19日、S1 NO.1 STYLE）
- ギリギリモザイク バコバコ乱交15 （2006年9月19日、S1 NO.1 STYLE）
- ハイパー×ギリギリモザイク ハイパーギリギリモザイク （2006年11月19日、S1 NO.1 STYLE）

2007年
- S1二周年记念!完全撮り下ろしスペシャ儿ま之めてドーンッ!!（2007年2月7日、S1 NO.1 STYLE）
- S1ドリームコレクション2周年记念スペシャ儿Ver. スーパーS级アイド儿8时间!!!（2007年2月19日、S1 NO.1 STYLE）
- ギリギリモザイク おっきいチンポでバコバコ! （2007年4月19日、S1 NO.1 STYLE）
- ハイパーギリギリモザイク 特殊浴场TSUBAKI 贷切入浴料1亿円 （2007年5月3日、S1 NO.1 STYLE）…共演:麻美ゆま、吉沢明歩、穂花、小川あさ美、片瀬まこ、伊沢千夏、果梨、西野翔、遥めぐみ、美优千奈、MO☆MO ※AV OPEN 2007エントリー作品
- ハイパーギリギリモザイク8时间 苍井そら （2007年10月7日、S1 NO.1 STYLE）
- 完全限定生産×最新型Mビジョン ギリギリモザイクMV改 （2007年11月19日、S1 NO.1 STYLE）
- ハイパー×ギリギリモザイク 特殊浴场TSUBAKI8时间 （2007年12月7日、S1 NO.1 STYLE）…共演:麻美ゆま、伊沢千夏、小川あさ美、片瀬まこ、果梨、西野翔、遥めぐみ、穂花、美优千奈、MO☆MO、吉沢明歩

2008年
- S1 3周年! 24时间868タイト儿ま之めてドーンッ!!（2008年2月7日、S1 NO.1 STYLE）…共演:あいだゆあ、米仓夏弥、麻美ゆま、穂花、松嶋れいな、西野翔、小泽マリア、青木りん、みひろ 他 ※総集编
- ギリギリモザイク 缲り返す昇天、壮絶アクメ （2008年2月19日、S1 NO.1 STYLE）
- ギリギリモザイク 僕だけのアイド儿 苍井そら （2008年3月19日、S1 NO.1 STYLE）
- ギリモザ 犯された苍井そら （2008年7月19日、S1 NO.1 STYLE）
- ハイパー×ギリモザ ものすごい颜射 （2008年9月7日、S1 NO.1 STYLE）
- ギリモザ 无限絶顶!激イカセFUCK （2008年11月7日、S1 NO.1 STYLE）

2009年
- ギリモザ 20コスチュームでパコパコ! （2009年1月7日、S1 NO.1 STYLE）
- ギリモザ 交わる体液、浓密セックス （2009年3月19日、S1 NO.1 STYLE）
- デビュー作复刻 Happy Go Lucky! (2009年3月27日、アリスJAPAN)
- ピンクのカーテン　(2009年5月19日、ROOKIE)
- ギリモザ 淫らな巨乳女教师 （2009年6月7日、S1 NO.1 STYLE）
- ギリモザ 必杀！一撃颜射！ （2009年8月7日、S1 NO.1 STYLE）
- ギリモザ 近亲相姦 狂った绊（2009年10月7日、S1 NO.1 STYLE）
- ギリモザ LOTION HELL (2009年12月7日、S1 NO.1 STYLE）

2010年
- ギリモザ 夫の目の前で犯された若妻(2010年1月17日、S1 NO.1 STYLE）
- タイト儿 Sola様のM调教(2010年3月19日、S1 NO.1 STYLE）
- ギリモザ 最后の一滴までシャブらせて(2010年5月7日、S1 NO.1 STYLE）
- ギリモザ 轰沉アクメ脳髄から狂わせて(2010年7月7日、S1 NO.1 STYLE)
- ギリモザ 犯された人妻女教师（2010年9月7日、S1 NO.1 STYLE）
- ギリモザ 极美映像 ハリウッド基准で魅せる超高画质セックス（2010年11月7日、S1 NO.1 STYLE）

2011年
- ギリモザ 完全服従どM秘書（2011年1月7日、S1 NO.1 STYLE）
- ギリモザ 公然妄想露出（2011年3月7日、S1 NO.1 STYLE）
- ギリモザ 秘密捜査官の女 被虐の巨乳（2011年5月7日、S1 NO.1 STYLE）
- ギリモザ メガ盛り顔射祭（2011年7月7日、S1 NO.1 STYLE）
- ギリモザ エスワン8時間 Special（2011年8月19日、S1 NO.1 STYLE）

### 其他
- 侦探任务 绝密賣淫档案 （2009年2月13日）
- 高校教师 饲育の校舎 （2003年11月25日、ENGEL）
- 新・妖女伝说 セイレーン （2004年10月22日、竹书房）
- 揺れる电车の中で ハメられた家庭教师 （2004年10月22日、オンリー・ハーツ）
- 狂爱 死ぬまでにしたい4つのこと （2005年3月24日、JUNK FILM）
- くノ一五人众VS女ドラゴン军団 （飛龍紅雲山之俠女報仇）（2005年10月25日、GPミュージアム）
- 新だまし屋本舗・蛍 ～おいしいバイトにご用心～ （2005年11月4日、ネクスタシー）
- 新だまし屋本舗・蛍 ～ペーパー商法にご用心～ （2005年12月7日、ネクスタシー）

## 争议
2018年8月，苍井空获上海臻海实业有限公司邀请，以“助学使者”的身份参加在云南德宏州举办的公益活动。据报道，苍井空在活动上佩戴红领巾。然而此行为引发了网友的关注和愤怒，全国少工委更是发文谴责，指该企业“无视国家法律，以及亵渎红领巾的精神内涵，沾污了少先队组织的形象”，并指该企业违反《中华人民共和国英雄烈士保护法》等法律的行为，将依法追究其法律责任。在全国少工委发文一小时后，涉事企业在官方微博致歉。
同年12月，上海市浦东新区市场监督管理局依法对上海臻海实业有限公司不当使用红领巾的违法行为做出行政处罚，处以罚款100万元，另案罚款30万元。